# No Limit (мини-альбом)
No Limit — десятый мини-альбом южнокорейского хип-хоп бой-бэнда Monsta X, вышедший 19 ноября 2021 года на лейблах Starship Entertainment и Kakao M

## Выпуск и продвижение
Альбом был анонсирован 24 октября. 5 ноября был показан трек-лист, 10 ноября были выпущены четыре версии фотографий для альбома, 16 ноября превью альбома, 17 ноября тизер для клипа «Rush Hour».
19 ноября в один день с альбомом вышел клип на сингл «Rush Hour», в этот же день группа начала продвигаться с этим синглом, группа провела шоукейс на Universe. Далее с синглом они начали продвигаться на корейских музыкальных шоу, 19 ноября на Music Bank на Show! Music Core 20 ноября и Inkigayo 21 ноября. 25 ноября группа появилась на Civilization Express от SBS.
Физическая версия альбома вышел в виде CD вышла в девяти версиях,  пять версий из них выпущены в футляре с изображением каждого участника группы.

## Реакция

### Коммерческий успех
No Limit дебютировал на первом месте в Gaon чарте и в Oricon в Японии. В чарте Billboard Hot Trending Songs «Rush Hour» дебютировала на девятом месте, а в  World Digital Songs на одиннадцатом.

### Отзывы
Кармен Чин в рецензии для NME написала, что она поддерживает амбиции группы, которая «беззастенчиво развивается в музыкантов, ломающие барьеры» потому что они обеспечивают «качественную музыку» а также похвалила группу за написание текстов и музыки для своих песен.

### Попадание в списки
| Критик/Публикация        | Список                             | Место | Прим.  |
| ------------------------ | ---------------------------------- | ----- | ------ |
| South China Morning Post | 25 лучших k-pop альбомов 2021 года | 25    | [ 17 ] |

### Продажи и сертификации
| Страна                  | Сертификация | Продажи |
| ----------------------- | ------------ | ------- |
| Республика Корея (KMCA) | Платиновая   | 250,000 |
| Япония                  | —            | 2,651   |

## Композиции
Жанром первой и заглавной композиции «Rush Hour» является хип-хоп и EDM. «Autobahn» — песня с клубным электронным битом, «Ride with U» содержит в себе трэп-биты, а в «Got Me in Chains» элементы R&B и техно-музыки. «Just Love» это мягкая песня в жанре поп и R&B, «Mercy» является «мрачной» с элементами готического звучания, последняя композиция «I Got Love» является смесью трэпа и хип-хопа.

### Список композиций
| №                   | Название            | Текст песни                                         | Музыка                                                                   | Длительность |
| ------------------- | ------------------- | --------------------------------------------------- | ------------------------------------------------------------------------ | ------------ |
| 1.                  | «Rush Hour»         | Чжухон, Ye-Yo!, I.M, Laser, Sam Carter, Brother Su  | Чжухон, Ye-Yo!, Sam Carter, Billy Carvin, th!nk, Brother Su, Bae Ki-hyun | 3:2          |
| 2.                  | «Autobahn»          | I.M, Yoonseok, Wooki, Чжухон                        | I.M, Yoonseok, Wooki                                                     | 3:17         |
| 3.                  | «Ride with U»       | Flying Lab, Чжухон, I.M                             | Hong Kim, Jimmy Claeson                                                  | 3:24         |
| 4.                  | «Got Me in Chains»  | Wkly, Flying Lab, Чжухон, I.M                       | Kwon Deuk-geun, PUFF, Davey Nate, C Minor                                | 3:07         |
| 5.                  | «Just Love»         | I.M, Yoonseok, Wooki, Чжухон                        | I.M, Yoonseok, Wooki                                                     | 3:12         |
| 6.                  | «Mercy»             | Хёнвон, Jantine Annike Heij, Чжухон, I.M, Justin Oh | Хёнвон, Justin Oh, Jantine Annike Heij                                   | 3:10         |
| 7.                  | «I Got Love»        | Чжухон, Ye-Yo!, Laser, I.M                          | Чжухон, Ye-Yo!, Laser                                                    | 3:23         |
| Общая длительность: | Общая длительность: | Общая длительность:                                 | Общая длительность:                                                      | 22:56        |